# Torrente de Pareis
Il torrente de Pareis è un corso d'acqua dell'Isola di Maiorca che attraversa la Sierra de Tramontana fino a sfociare nel Mar Mediterraneo. Ha origine in una località chiamata S'Entreforc, nel territorio comunale di Escorca, a un'altezza di 180 metri s.l.m.. Si forma dall'unione con altri due torrenti, Gorg Blau (o Sa Fosca) e Lluc (o Albarga).
Ospita specie endemiche come il rospo delle Baleari (o Ferreret).
È una località molto frequentata dai turisti, che discendono per il dirupo partendo da Escorca, per giungere al mare sulla spiaggia di La Calobra.
Insieme agli affluenti Gorg Blau e Lluc, è stato dichiarato, nel 2003, Monumento naturale.

## Galleria d'immagini

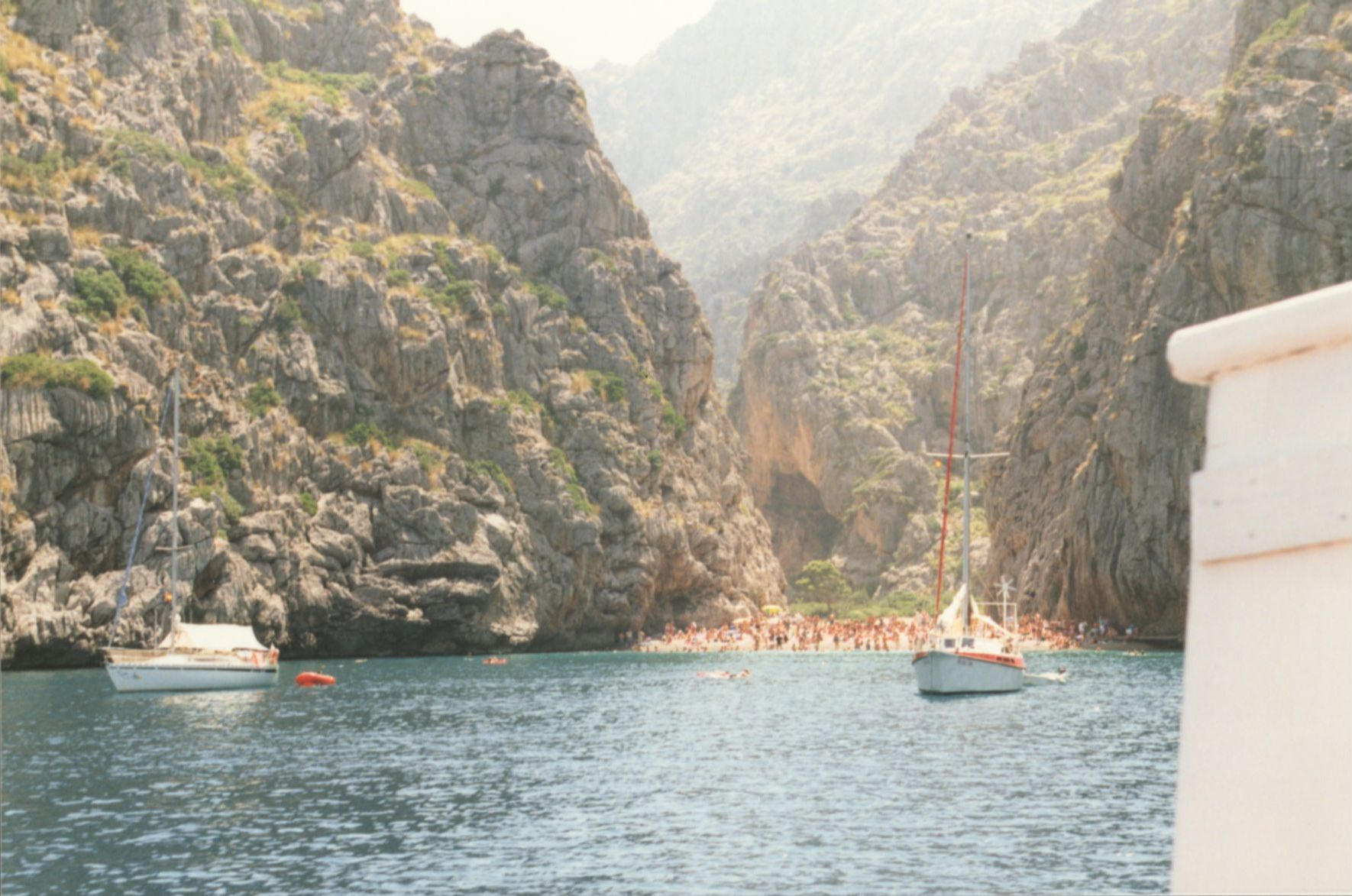
Torrente de Pareis.
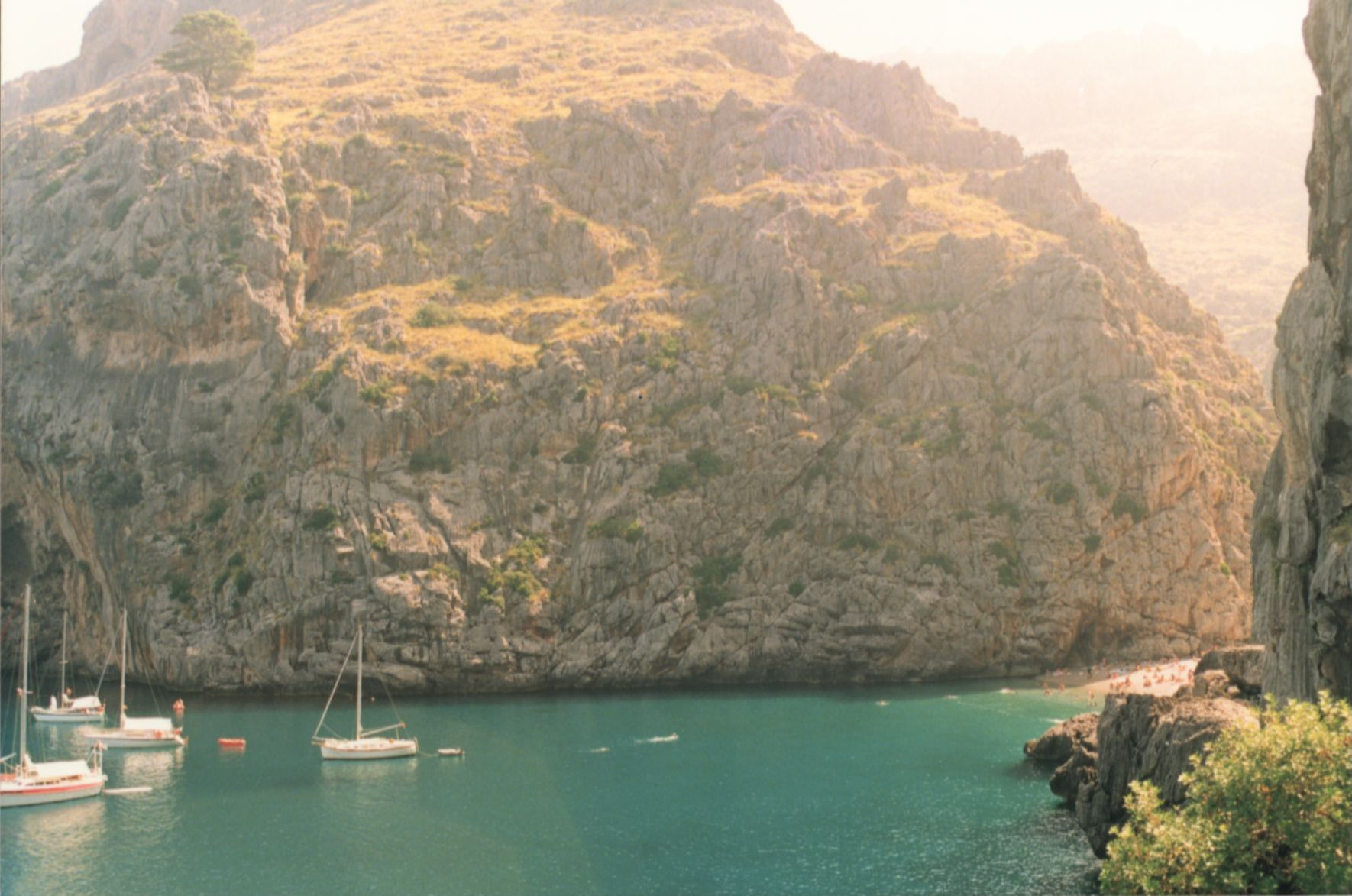
Torrente de Pareis.
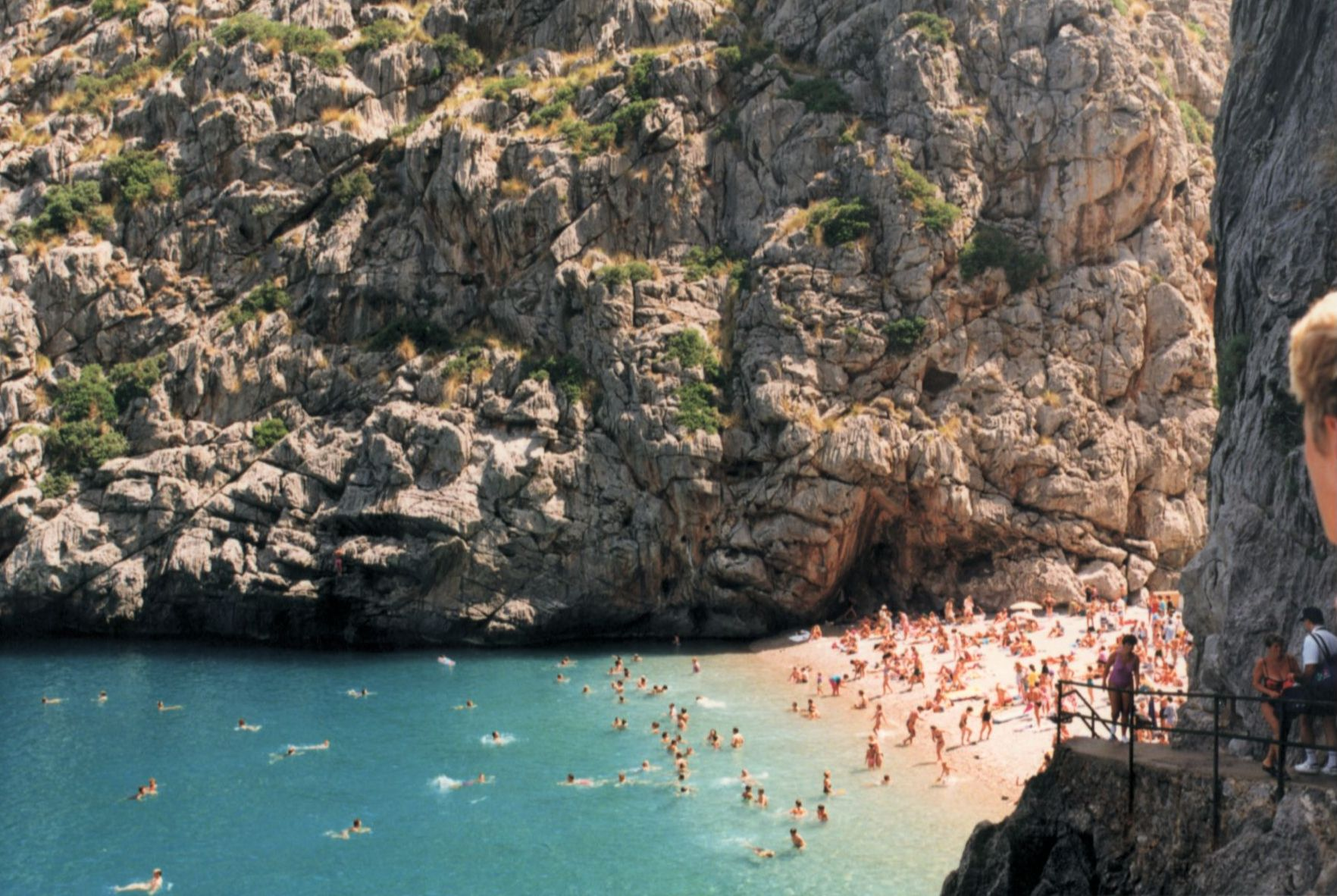
Torrente de Pareis.